# Варжан-ди-Минас
Варжан-ди-Минас (порт. Varjão de Minas) — муниципалитет в Бразилии, входит в штат Минас-Жерайс. Составная часть мезорегиона Северо-запад штата Минас-Жерайс. Входит в экономико-статистический  микрорегион Паракату. Население составляет 5281 человек на 2006 год. Занимает площадь 652,789 км². Плотность населения — 8,1 чел./км².
Праздник города —  22 октября.

## История
Город основан 22 октября 1995 года.

## Статистика
- Валовой внутренний продукт на 2003 год составляет 41 194 465,00 реалов (данные: Бразильский институт географии и статистики).
- Валовой внутренний продукт на душу населения на 2003 год составляет 8214,25 реалов (данные: Бразильский институт географии и статистики).
- Индекс развития человеческого потенциала на 2000 год составляет 0,736 (данные: Программа развития ООН).

## География
Климат местности: горный тропический.